# Chauddagram
Chauddagram es un subdistrito (upazila) del distrito (zila) de Comilla, de la región de Chittagong, en Bangladés, con una población estimada en marzo de 2016 de 443 648 habitantes.
Se encuentra ubicado al norte de la región de Chittagong y en el centro-este del país, cerca del río Meghna y de la frontera con India.